# Ewa Siedlecka
Ewa Siedlecka (ur. w 1958) – polska dziennikarka, w latach 1989–2017 publicystka dziennika „Gazeta Wyborcza”, od 2017 tygodnika „Polityka”. Laureatka Nagrody im. Dariusza Fikusa (2011).
Zajmuje się m.in. zagadnieniami społeczeństwa obywatelskiego, prawami człowieka, osób niepełnosprawnych i prawami zwierząt.

## Życiorys
Z wykształcenia jest magistrem profilaktyki społecznej i resocjalizacji. Była zatrudniona w ośrodku Monaru na Mazurach, gdzie zajmowała się narkomanami i osobami chorymi psychicznie. W 1989 podjęła pracę jako dziennikarka w „Gazecie Wyborczej”, gdzie publikowała na tematy dotyczące praw człowieka, społeczeństwa obywatelskiego, mniejszości seksualnych i religijnych, osób niepełnosprawnych i praw zwierząt. Zajmuje się także m.in. tematyką prawa konstytucyjnego i problemami inwigilacji. 
Od 2017 pracuje w tygodniku „Polityka”. Wcześniej, od 1989, była związana z „Gazetą Wyborczą”.
Jest absolwentką Szkoły Praw Człowieka Helsińskiej Fundacji Praw Człowieka.
Jest weganką.

## Nagrody
- 2011: Nagroda im. Dariusza Fikusa za dziennikarstwo najwyższej próby za cykl publikacji o Trybunale Konstytucyjnym[6][4]
- 2011: Nagroda specjalna za całokształt pracy dziennikarskiej na rzecz praw człowieka przyznana z okazji 50-lecia Amnesty International[7]
- 2017: Nagroda Press Freedom Award 2016 za cykl publikacji o polskim Trybunale Konstytucyjnym przyznana przez austriacki oddział Reporterów bez Granic[8]
- 2017: Nagroda im. księdza Józefa Tischnera w kategorii publicystyki lub eseistyki społecznej, która uczy Polaków przyjmować nieszczęsny dar wolności (za artykuły o Trybunale Konstytucyjnym)[9][10].
- 2018: Wyróżnienie Polcul Foundation za wieloletnią działalność budowania społeczeństwa obywatelskiego w Polsce poprzez pełną zaangażowania twórczość dziennikarską; w szczególności obrony państwa prawa[11].

## Książki
- Sędziowie mówią. Zamach PIS na wymiar sprawiedliwości, Wydawnictwo Czerwone i Czarne, Warszawa 2018.

## Odznaczenia
- Krzyż Oficerski Orderu Odrodzenia Polski (2014)[12]